# Nguyễn Văn Mạnh (Trung tướng Việt Nam Cộng hòa)
Nguyễn Văn Mạnh (1921-1994) nguyên là một tướng lĩnh của Quân lực Việt Nam Cộng hòa, cấp bậc Trung tướng. Ông xuất thân từ khóa đầu tiên tại trường Võ bị Quốc gia do Chính phủ Quốc gia Việt Nam mở ra ở miền Trung Việt Nam, tốt nghiệp ông được phục vụ trong đơn vị Bộ binh. Ông đã từng chỉ huy đơn vị Bộ binh cấp Sư đoàn và cũng đảm trách Tư lệnh Quân đoàn và Quân khu. Tuy nhiên, trong thời gian phục vụ Quân đội, phần nhiều thời gian ông được giao phó những chức vụ về lãnh vực Tham mưu. Trọng trách sau cùng của ông là Tổng Tham mưu Phó Bộ Tổng Tham mưu.

## Tiểu sử và binh nghiệp
Ông sinh vào tháng 3 năm 1921 trong một gia đình Nho giáo tại Thừa Thiên, miền Trung Việt Nam. Thời niên thiếu ông học Tiểu và Trung học ở Huế. Năm 1941 ông tốt nghiệp Trung học phổ thông chương trình Pháp tại Huế với văn bằng Tú tài bán phần (Part I). Sau đó ông thi vào học ở trường Cán sự Canh Nông (Huế). Sau khi tốt nghiệp ông được bổ dụng làm Công chức tùng sự tại Ty Canh Nông Huế cho đến ngày gia nhập Quân đội.

### Quân đội Liên hiệp Pháp
Trung tuần tháng 9 năm 1948, thi hành lệnh động viên của Quốc trưởng Bảo Đại, ông nhập ngũ vào Quân đội Liên hiệp Pháp, mang số quân: 41/200.248. Theo học khóa 1 Bảo Đại (sau đổi tên thành khóa Phan Bội Châu) tại trường Võ Bị Quốc gia Huế, khai giảng ngày 1 tháng 10 năm 1948. Ngày 1 tháng 6 năm 1949 mãn khóa tốt nghiệp với cấp bậc Thiếu úy hiện dịch. Ra trường, ông được chọn về đơn vị Bộ binh giữ chức vụ Trung đội trưởng. Năm 1951 ông được làm Đại đội trưởng. Thời gian này, ông chỉ huy đơn vị tham gia nhiều cuộc hành quân trên khắp các mặt trận ở Miền Bắc.

### Quân đội Quốc gia Việt Nam
Giữa năm 1952, Quân đội Quốc gia Việt Nam thành lập Bộ Tổng Tham mưu, ông chính thức chuyển biên chế sang phục vụ Quân đội Quốc gia. Đầu năm 1953, ông được thăng cấp Trung úy và được cử theo học khóa 1 Biệt kích tại Trung tâm Huấn luyện Biệt Động đội tại Vạt Cháy (Bãi Cháy), Hòn Gai, Quảng Yên. Sau khi mãn khóa học, ông được cử làm Chánh Văn phòng cho Đại tá Trương Văn Xương Tư lệnh Đệ nhị Quân khu Trung Việt. Giữa năm 1954, ông được thăng cấp Đại úy chuyển nhiệm vụ Trưởng phòng 3 Đệ Nhị Quân khu Trung Việt vẫn do Đại tá Xương làm Tư lệnh.

### Quân đội Việt Nam Cộng hòa
Tháng 3 năm 1955, ông được thăng cấp Thiếu tá chuyển về Bộ Tổng Tham mưu giữ chức vụ Trưởng phòng 3. cuối tháng tháng 10 cùng năm, Thủ tướng Diệm đổi tên Quân đội Quốc gia thành Quân đội Việt Nam Cộng hòa, ông được sáp nhập sang phục vụ cơ cấu quân đội mới và vẫn giữ nguyên chức vụ cũ. Tháng 10 năm 1958, ông được thăng cấp Trung tá chuyển ra Cao nguyên Trung phần giữ chức vụ Tham mưu trưởng Quân đoàn II thay thế Trung tá Trang Văn Chính. Tháng 5 năm 1959, ông nhận lệnh bàn giao chức vụ Tham mưu trưởng Quân đoàn II lại cho Đại tá Nguyễn Hữu Có. Sau đó ông được chuyển về Bộ Tổng tham mưu làm Phó phòng Quân huấn.
Tháng 8 năm 1960, ông được cử đi du học lớp Tham mưu cao cấp (khóa 1960 - 1961) thụ huấn 42 tuần tại Học viện Chỉ huy và Tham mưu Fort Leavenworth, Kansas, Hoa Kỳ. Ngày Quốc khánh Đệ Nhất Cộng hòa 26 tháng 10 năm 1961, ông được thăng cấp Đại tá tại nhiệm. Tháng 1 năm 1962, ông được cử làm Chánh chủ khảo kỳ thi mãn khóa 2 Nhân vị Sĩ quan Hiện dịch Đặc biệt tại Trường Hạ sĩ quan Đồng Đế, Nha Trang.
Tháng 2 năm 1964, sau Cuộc Chỉnh lý ngày 30 tháng 1 năm 1964 của tướng Nguyễn Khánh, ông được điều đi giữ chức vụ Tham mưu trưởng Quân đoàn III & Vùng 3 Chiến Thuật. Đầu Tháng 10 cùng năm, bàn giao chức vụ Tham mưu trưởng lại cho Trung tá Đồng Văn Khuyên
Tháng 5 năm 1965, ông được bổ nhiệm chức vụ Tư lệnh đầu tiên Sư đoàn 10 Bộ binh tân lập tại Xuân Lộc, Long Khánh. Ba tháng sau, ngày 20 tháng 8, ông chuyển ra Cao nguyên Trung phần giữ chức vụ Tư lệnh Sư đoàn 23 Bộ binh, (hoán chuyển nhiệm vụ với Chuẩn tướng Lữ Lan về làm Tư lệnh Sư đoàn 10). Ngày Quốc khánh Đệ Nhị Cộng hòa 1 tháng 11 cùng năm, ông được thăng cấp Chuẩn tướng tại nhiệm.
Tháng 11 năm 1966, ông được chỉ định chức vụ Quyền Tư lệnh Quân đoàn IV và Vùng 4 chiến thuật thay thế Trung tướng Đặng Văn Quang. Ngày 4 tháng 2 năm 1967, ông được thăng cấp Thiếu tướng và chính thức được bổ nhiệm chức vụ Tư lệnh Quân đoàn IV và Vùng 4 Chiến thuật.
Tháng 2 năm 1968, ông được lệnh bàn giao Quân đoàn IV lại cho Thiếu tướng Nguyễn Đức Thắng. Sau đó, ông được cử giữ chức vụ Tổng thanh tra Quân lực tại Bộ Tổng tham mưu. Tháng 7 năm 1969, ông chuyển nhiệm vụ giữ chức Tham mưu trưởng Bộ Tổng tham mưu thay thế Thiếu tướng Trần Thanh Phong.
Tháng 7 năm 1970, ông được thăng cấp Trung tướng tại nhiệm. Ngày 10 tháng 7 năm 1972, ông được kiêm chức vụ Chủ tịch Ủy ban Điều hành Quốc tế Quân viện thay thế Trung tướng Trần Ngọc Tám. Đầu tháng 3 năm 1974, ông nhận lệnh bàn giao chức vụ Tham mưu trưởng lại cho Trung tướng Đồng Văn Khuyên kiêm nhiệm. Sau đó, ông được chỉ định giữ chức vụTổng Tham mưu phó Bộ Tổng Tham mưu đặc trách An Ninh Phát triển và kiêm Tư lệnh Địa phương quân và Nghĩa quân thay thế Trung tướng Nguyễn Văn Là được xét cho giải ngũ.

## 1975
Ngày 30 tháng 4 ông cùng gia đình di tản khỏi Việt Nam. Sau đó được sang Hoa Kỳ định cư tại tiểu bang Louisiana rồi chuyển qua thành phố San José, California, Hoa Kỳ.
Ngày 26 tháng 8 năm 1994, ông từ trần tại nơi định cư. Hưởng thọ 73 tuổi.